# Morowanie

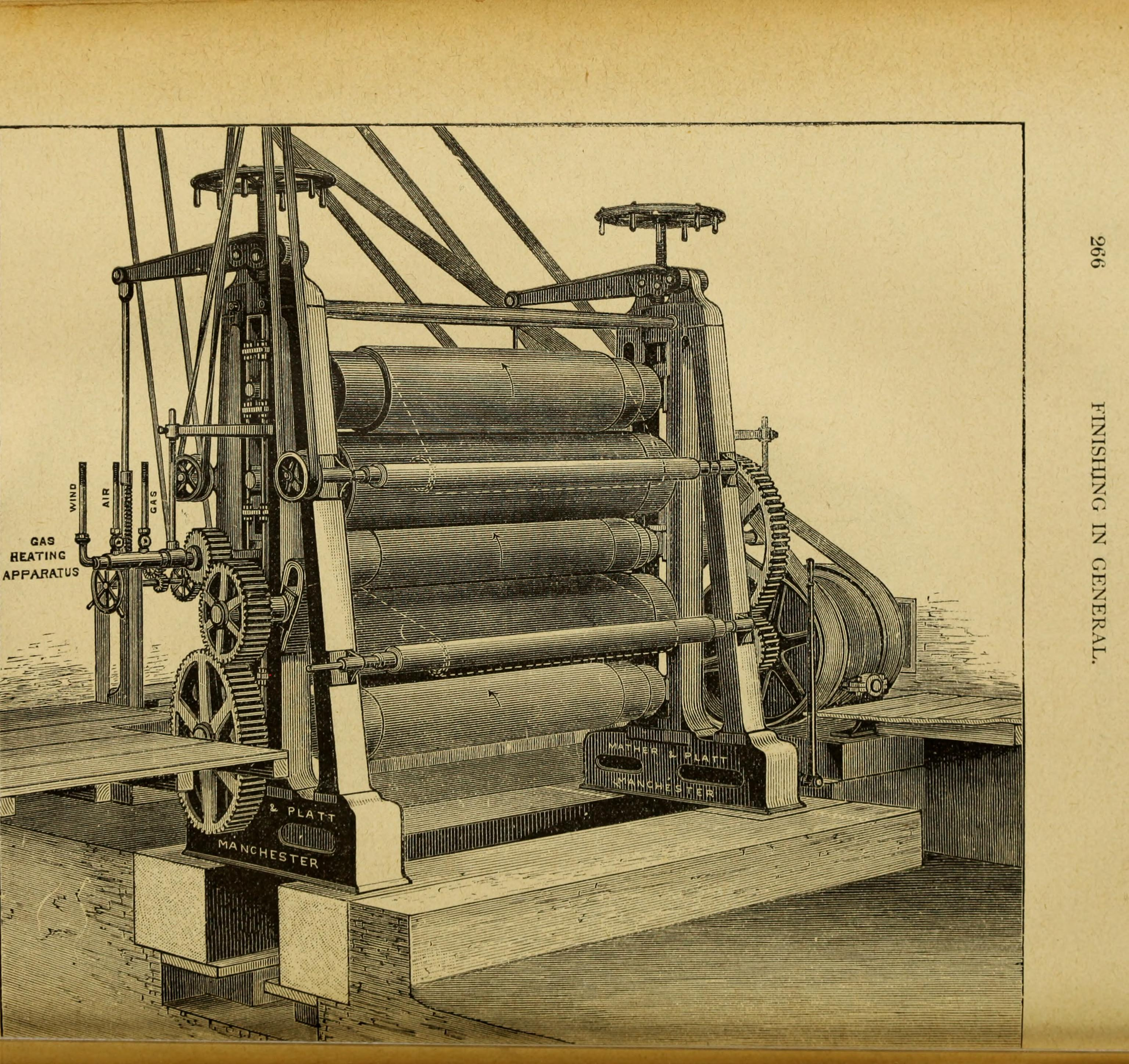
Kalander do morowania, grafika z 1889

Morowanie to tworzenie na matowym tle tkaniny mieniących się wzorów. Polega ono na przeprowadzeniu pomiędzy dwoma dociskającymi siebie gorącymi wałami zwróconej w prawą stronę tkaniny. W ten sposób uzyskuje się tkaninę mora.